# Fatlum Zhuta
Fatlum Zhuta (ur. 18 września 1988) − macedoński bokser, brązowy medalista igrzysk śródziemnomorskich w Mersin.

## Kariera amatorska
W 2013 r. zdobył brązowy medal na igrzyskach śródziemnomorskich w Mersin. W pierwszej walce, w ćwierćfinale pokonał na punkty (2:1) Libańczyka Nadjeda Sallouma. W półfinale rywalem Zhuty był Hossam Bakr Abdin. Pojedynek zakończył się porażką reprezentanta Macedonii. 

## Kariera zawodowa
11 lipca 2014 r. zadebiutował jako zawodowiec podczas gali w Shelton. W debiucie zremisował z Amerykaninem Shariffem Johnsonem.